# Dubiaranea falcata
Dubiaranea falcata là một loài nhện trong họ Linyphiidae. Loài này được phát hiện ở Chile.